# Leonard Peter Schultz

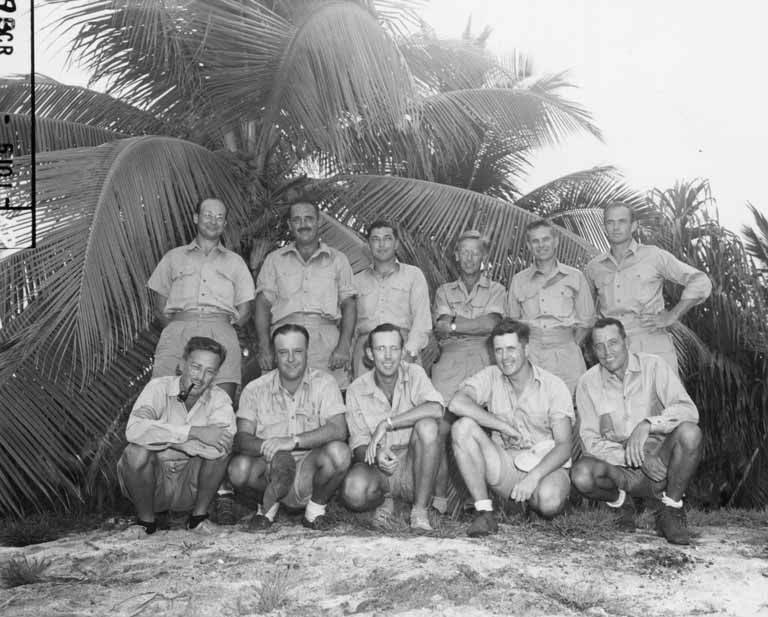
Leonard Peter Schultz (stehend, zweite Person von rechts), Bikini-Atoll 1947

Leonard Peter Schultz (* 2. Februar 1901 in Albion (Michigan); † 17. Juli 1986), in seinen Publikationen meist als Leonard P. Schultz ausgewiesen, war ein US-amerikanischer Ichthyologe.

## Leben

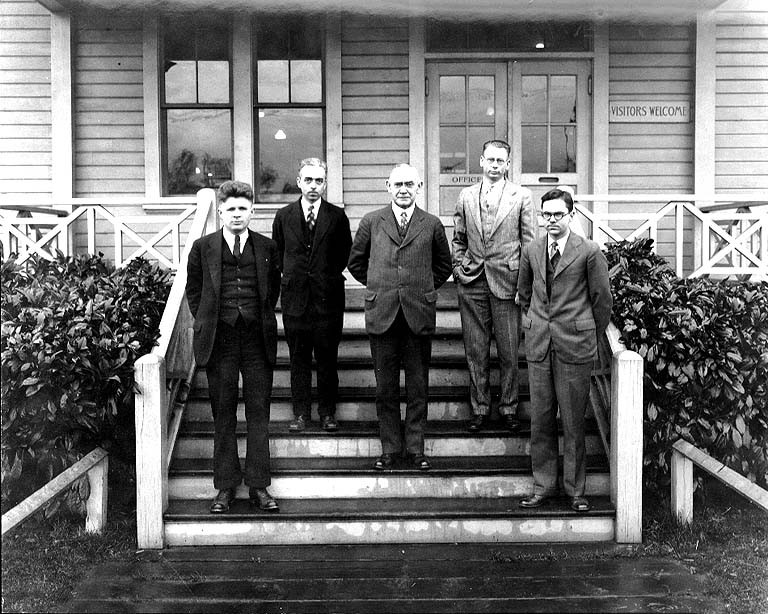
Schultz (ganz rechts) in einer Gruppenaufnahme des Fakultätskollegiums des „College of Fisheries“ der University of Washington von 1929

Leonard Peter Schultz kam am 2. Februar 1901 als Sohn des Farmers Charles Albert Frederick Schultz und dessen Ehefrau Della, geborene Drum, in Albion in Michigan zur Welt. Dort besuchte er auch das College, welches er 1924 mit einem Bachelor-Grad abschloss. Anschließend studierte er Zoologie bei Carl Leavitt Hubbs an der University of Michigan, wo er 1926 seinen Mastergrad erhielt. 1927 unterrichtete er Zoologie am Michigan State Normal College in Ypsilanti, spielte offenbar aber auch mit dem Gedanken an eine Doktorarbeit in Ichthyologie an der University of Michigan.
Im selben Jahr wurde er von John Nathan Cobb über dessen Pläne informiert, am „College of Fisheries“ der University of Washington eine eigene Abteilung für Ichthyologie aufzubauen. Im Herbst 1928 übersiedelte Schultz nach Seattle und begann am College zu unterrichten. Gleichzeitig arbeitete er am Ausbau der Fischsammlung des College und an seiner eigenen Dissertation, da ihm für den Fall seiner Promotion eine Stellung als Assistenzprofessor in Aussicht gestellt worden war. Bereits wenige Monate nach Cobbs Tod am 13. Januar 1930 wurde das „College of Fisheries“ aufgelöst und alle Fakultätsmitglieder wurden entlassen, mit Ausnahme von Schultz, dem ein Posten am neuen „College of Science“ angeboten wurde. Dem drastischen Schritt folgten umgehend heftige Proteste der Studierenden, die sich per Telegramm an Roland H. Hartley, den damaligen Gouverneur des Bundesstaates Washington, um Unterstützung wandten. Die University of Washington beschloss daraufhin das ehemalige „College of Fisheries“ als eigenständige Abteilung („Department of Fisheries“) innerhalb des „College of Science“ weiterzuführen. Die Leitung wurde William Francis Thompson übertragen und Schultz übernahm kurz darauf wieder seine ursprünglichen Aufgaben an der neuen Abteilung.
Schultz promovierte 1932 am „Department of Zoology“ der University of Washington mit einer Arbeit über den Lebenszyklus einiger Neuweltlichen Ährenfische und übernahm noch im selben Jahr, wie ursprünglich vereinbart, eine Stellung als Assistenzprofessor. Er blieb in Seattle bis ihm Ende 1936 eine Stelle am United States National Museum der Smithsonian Institution (SI), samt Gehaltserhöhung, angeboten wurde.
Am 31. Dezember 1936 wurde Schultz offiziell zum Nachfolger von George Sprague Myers als Assistenz-Kurator der Abteilung für Fische am National Museum of Natural History bestellt. Wenig mehr als ein Jahr später, am 16. Januar 1938, wurde er zum hauptverantwortlichen Kurator („curator-in-charge“) der Abteilung für Fische ernannt. Schultz blieb auf dieser Stellung, bis er 1965 zum „Senior-Zoologen“ befördert wurde. Nach seiner Pensionierung 1968 war er am Museum auch weiterhin als Emeritus tätig.
Leonard Peter Schultz war ab dem 20. August 1927 verheiratet mit Dorothea Bowers Schultz, die ihren Ehemann als Lektorin und Illustratorin seiner zahlreichen Publikationen unterstützte. Schultz benannte ihr zu Ehren die Arten
- Dermosteira dorotheae Schultz, 1943[8] = Diplogrammus goramensis (Bleeker, 1858) und
- Allomicrodesmus dorotheae Schultz, 1966[9]

Das Paar hatte drei Kinder; einen Sohn, James (* 1929), sowie zwei Töchter, Marna Clarissa (* 1932), und Gloria Ann, nach denen er ebenfalls drei Taxa benannte:
- Pseudochromis jamesi Schultz, 1943,[8] nach seinem Sohn,
- Thalassoma marnae Schultz, 1943,[8] nach seiner älteren Tochter, stellte sich später als Jugendstadium von Thalassoma amblycephalum (Bleeker, 1856) heraus und
- die Gattung Gloriella Schultz, 1941,[16] nach seiner jüngeren Tochter, erwies sich als Synonym der Gattung Exallias Jordan & Evermann, 1905

Nach seinem Wechsel an das National Museum of Natural History wohnte die Familie in Takoma Park (Maryland), unterhielt jedoch auch ein Ferienhaus in der exklusiven freien Kommune Scientists Cliffs an der Chesapeake Bay.
Leonard Peter Schultz verstarb am 17. Juli 1986.

## Schaffen

### Expedition zu den Phoenix- und Samoainseln 1939
Auf Vermittlung durch das United States Department of the Navy wurde Schultz 1939 von der SI abgestellt um als Naturwissenschaftler an einer Vermessungsmission der „USS Bushnell“ teilzunehmen. Die „Bushnell“ hatte den Auftrag die Gewässer um die Phoenix- und Samoainseln zu erkunden. Ihre Reise begann am 1. April 1939 in San Diego und am 11. April lief sie in Pearl Harbor ein. Unterwegs stellte Schultz Versuche an mit Unterwasserlampen Fische und Wirbellose anzulocken, hatte damit jedoch nur mäßigen Erfolg. Eine systematische Sammlungstätigkeit begann erst nachdem die „Bushnell“ am 23. April die Lagune der zu den Phoenixinseln gehörenden Insel Kanton erreicht hatte. Am 30. April erreichte die „Bushnell“ McKean.
Vom 3. bis zum 10. Mai wurde Swains Island besucht. Zurück auf Kanton fischte Schultz am 12. und 13. Mai im Bereich der Lagune. Am 14. Mai ließ er sich auf Enderbury absetzen, um die Insel zu erkunden und kehrte erst am 20. Mai auf die „Bushnell“ zurück. Ab dem 23. Mai lag das Schiff erneut vor Kanton und Schultz nutzte die Zeit wieder um in der Lagune zu fischen, bis die „Bushnell“ am 26. Mai die Phoenixinseln in Richtung Samoa verließ.
Am 1. Juni erreichte die „Bushnell“ die Bucht von Pago Pago auf Tutuila. Schultz nahm seine Sammlungstätigkeit wieder auf und setzte sie an verschiedenen Orten auf der Insel fort, bis sein Schiff am 9. Juni wieder in Richtung Ofu und Taʻū in See stach. In der Zeit vom 9. bis zum 21. Juni sammelte Schultz auf dem Rose-Atoll und hatte anschließend bis zum 26. Juni Gelegenheit seine bereits umfangreiche Sammlung zu ordnen, während die Besatzung der „Bushnell“ Tiefenmessungen am Ozeanboden vornahm. Am 27. Juni landete er auf Taʻū um zu fischen und erhielt dabei unerwartet freiwillige Unterstützung durch eine Gruppe einheimischer Kinder, die überaus geschickt darin waren, schwimmend und tauchend Fische in versteckten Felshöhlen und -nischen zu fangen. Die „Bushnell“ kehrte am nächsten Tag nach Pago Pago zurück, wurde dort jedoch wegen eines Grippefalles auf dem Flottenstützpunkt bis zu ihrem Auslaufen am 3. Juli unter Quarantäne gesetzt. Am 7. Juli erreichte die „Bushnell“ Hull Island, wo Schultz sich an Land absetzen ließ und bis zum 18. Juli blieb, um seinem Auftrag nachzukommen.
Nach zwei weiteren Tagen in den Gewässern vor Kanton und Enderbury trat die „Bushnell“ am 21. Juli die Heimreise an. Pearl Harbor wurde am 27. Juli erreicht. Den Aufenthalt auf Oʻahu verbrachte Schultz überwiegend am Bishop Museum in Honolulu, bevor er am 4. August die weitere Heimreise nach Washington, D.C. antrat, wo er am 18. August eintraf.
Von den knapp fünf Monaten, die Schultz unterwegs gewesen war, hatte er nur etwa 65 Tage nutzen können um Belegmaterial zu sammeln. Die übrige Zeit hatte er großteils zur Präparation genutzt. Trotzdem umfasste seine Ausbeute der Expedition mehr als 14.000 Fischpräparate und rund 3.000 weitere Belegstücke von anderen Wirbeltieren, Wirbellosen und Gesteinsproben. Schultz hatte bereits 1936 mit Experimenten zum Einsatz der unterirdischen Pflanzenteile der Tubawurzel für den wissenschaftlichen Fischfang begonnen. Die Wurzeln dieser Pflanze enthalten bis zu 5 % Rotenon, ein starkes Piscizid, und werden vor allem in Südostasien traditionell zum Fischfang eingesetzt. Die Fische werden durch das selektiv wirkende Gift betäubt und lassen sich relativ problemlos von der Wasseroberfläche aufsammeln. Die Methode war der Wissenschaft bereits zuvor bekannt, aber Schultz erweiterte sie während der Fahrt auf der „Bushnell“ um Anwendungsbereiche, die zuvor als nicht erfolgreich gewertet worden waren. Die Auswertung des Probenmaterials dauerte mehrere Jahre und resultierte in einer mehr als 300 Seiten umfassenden Publikation mit den Erstbeschreibungen von über 30 neuen Taxa, die 1943 veröffentlicht wurde.

### Expedition nach Venezuela 1942
Nach dem Eintritt der USA in den Zweiten Weltkrieg im Dezember 1941 wurden der Smithsonian Institution zwar keine speziellen Aufgaben zugewiesen, sie wurde jedoch als zuverlässige und unbürokratische Quelle für Informationen, insbesondere über den pazifischen Raum, geschätzt. Zudem verfolgte das State Departement ein Projekt, bei dem durch verstärkte wissenschaftliche Expeditionstätigkeit in lateinamerikanischen Ländern die, durch langjährige analoge Tätigkeiten, traditionell guten Beziehungen des Deutschen Reiches in dieser Region untergraben werden sollte. Tatsächlich beschränkte die SI im weiteren Kriegsverlauf ihre Expeditionstätigkeit im Ausland ausschließlich auf diesen Raum.
Schultz’ Expedition nach Venezuela erfolgte nach einer Einladung durch die Standard Oil Company of Venezuela (später Creole Petroleum Corporation) und stand unter der Schirmherrschaft nicht nur der Smithsonian Institution, sondern auch des State Departements. Er verließ Washington, D.C. am 1. Februar 1942 zunächst in Richtung Miami, von wo aus er am 3. Februar per Flugzeug mit Ziel Maracaibo weiterreiste. Nachdem er am nächsten Tag Caracas erreicht hatte, blieb er eine Woche in der Hauptstadt um bei den entsprechenden Behörden notwendige Genehmigungen zu erwirken. Zurück in Maracaibo blieb er zunächst Gast der Lago Petroleum Corporation bis seine Ausrüstung eingetroffen war. Die eigentliche Forschungstätigkeit begann erst ab dem 20. Februar 1942.
Das Hauptaugenmerk der Expedition lag in der Erforschung der Fischfauna des Maracaibo-Sees und seiner Zuflüsse. Bis zum 14. März erkundete Schultz die westliche Seite des Maracaibo-Sees bis zum Río Santa Ana im Süden. Vom 14. März bis zum 26. März arbeitete er am östlichen Ufer des Sees von der Mündung des Río Motatán nordwärts. Die Oberläufe der im Süden in den Maracaibo-See mündenden Flüsse wurden vom 27. März bis zum 4. April untersucht. Der Maracaibo-See selbst wurde vom 7. bis zum 23. April im Gebiet vor Lagunillas und Pueblo Viejo an der Ostküste und vom 29. April bis zum 5. Mai der Süden des Maracaibo-See und dessen Zuflüsse befischt.
Während der Geländearbeit wurde Schultz nicht nur durch Vertreter der Standard Oil Company of Venezuela und der Lago Petroleum Corporation unterstützt, sondern auch durch den venezolanischen Ornithologen William Henry Phelps, Jr. und nach Abschluss der wesentlichen Geländearbeiten verbrachte er als Gast von dessen Vater William Henry Phelps erneut einige Tage in Caracas. Zurück in Maracaibo begann er ab dem 14. Mai den lokalen Fischmarkt nach interessanten Exemplaren zu durchforsten, bis es ab dem 21. Mai Zeit wurde seine Ausrüstung und das umfangreiche Probenmaterial für die Verschiffung in die USA vorzubereiten. Schultz selbst verließ Maracaibo am 24. Mai per Flugzeug mit Ziel Miami und reiste von dort aus weiter nach Washington, D.C., das er am 26. Mai 1942 erreichte.
Die Ausbeute der knapp vier Monate dauernden Expedition erweiterte die Sammlungen des National Museum of Natural History um rund 34.700 Exemplare von Fischen sowie zahlreiche weitere Belegstücke von Krebstieren, Weichtieren, Amphibien, Reptilien und Insekten. Die Ergebnisse der Auswertung der Fischsammlung veröffentlichte Schultz zwischen 1944 und 1949 in einer ganzen Serie von Publikationen mit den Erstbeschreibungen von mehr als 50 zuvor unbekannten Taxa.

### Operation Crossroads 1946/47

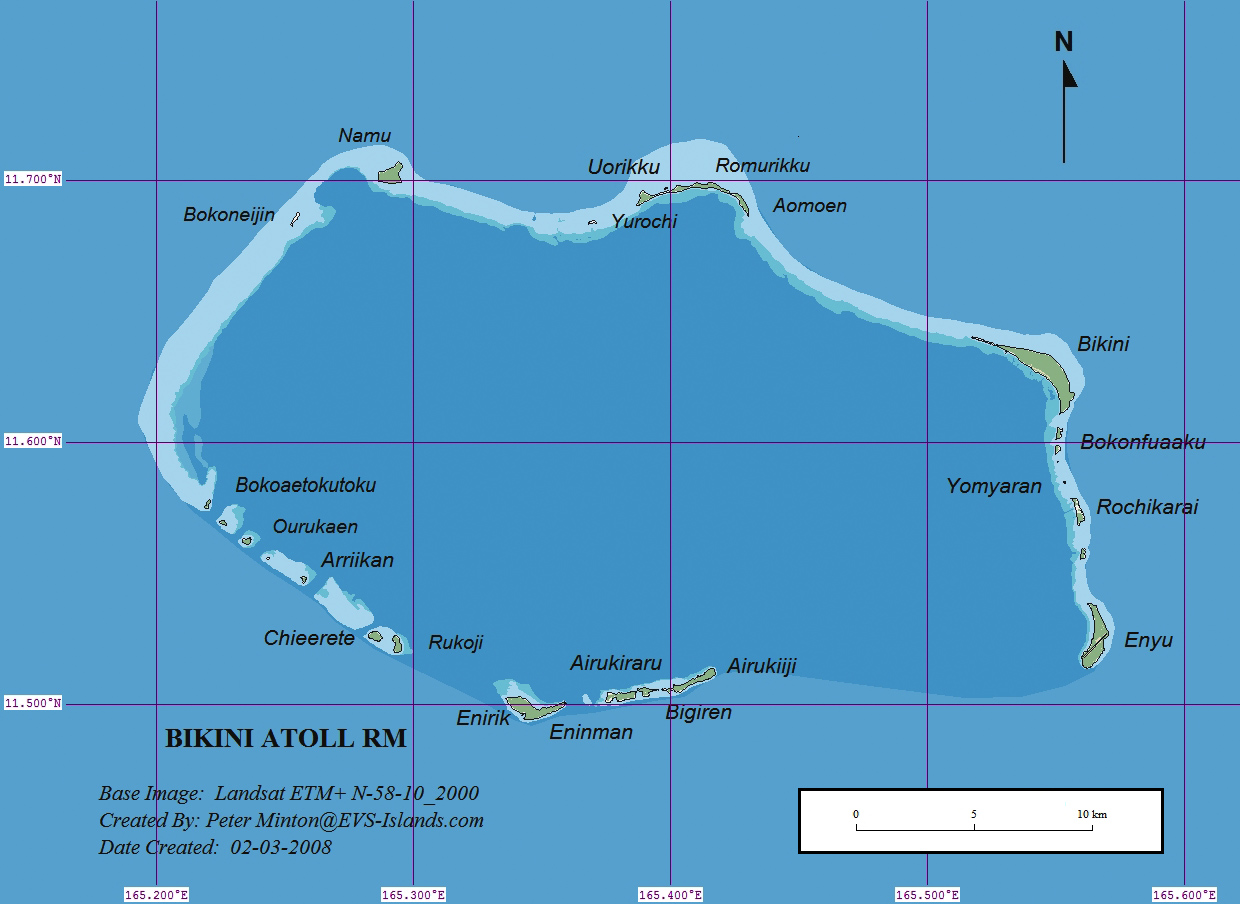
Übersichtskarte des Bikini-Atolls

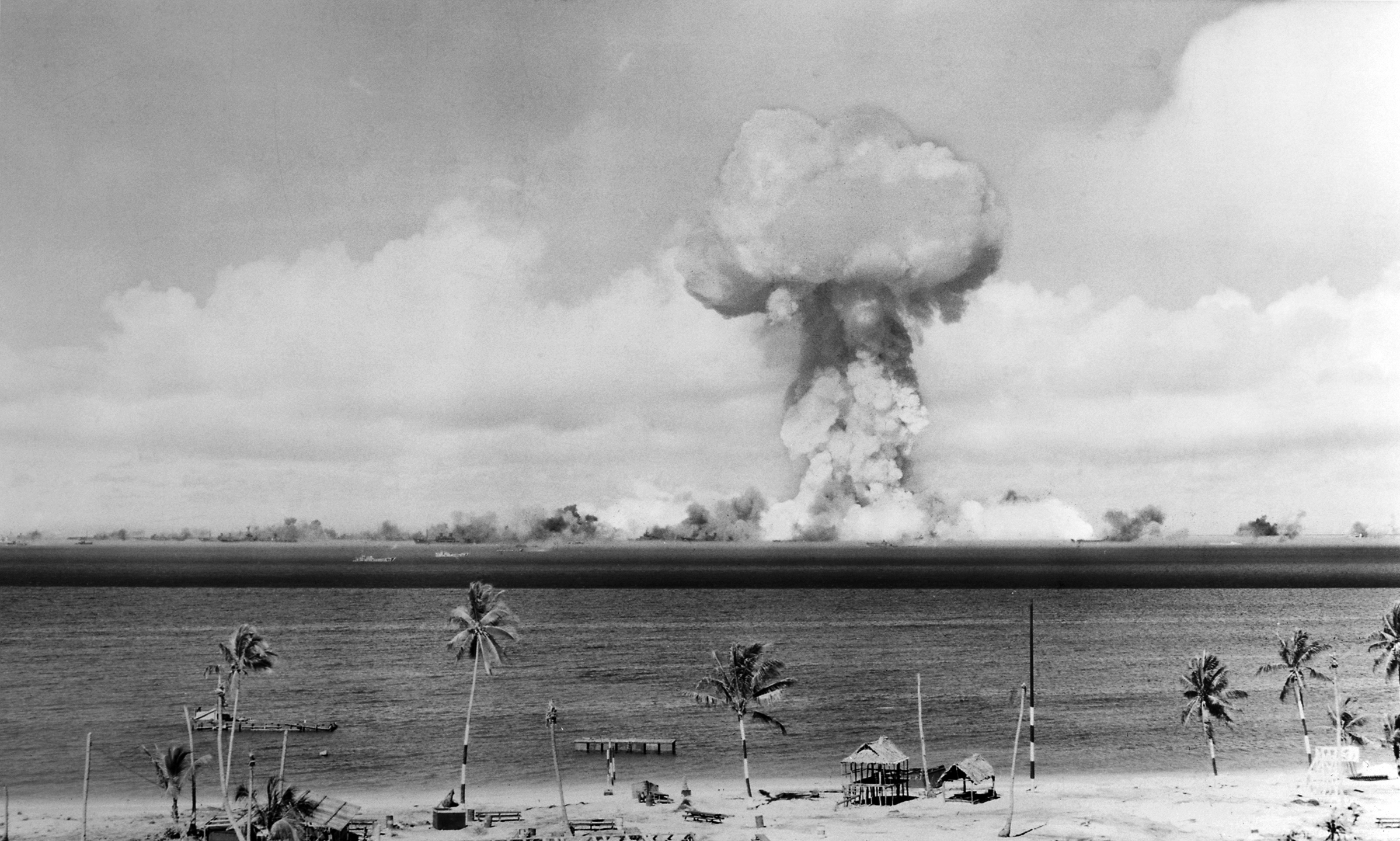
Explosionswolke des „Able-Tests“

Die Zusammenarbeit zwischen der Smithsonian Institution und dem Militär setzte sich auch nach Ende des Zweiten Weltkriegs fort. Am 28. Januar 1946 bat die US-Navy um die Zuteilung von Wissenschaftlern, die in der Lage wären, den Zustand des Bikini-Atolls vor und nach den dort geplanten Atombombentests (Operation Crossroads) zu beurteilen. Die SI stellte Schultz und den Malakologen Joseph P. E. Morrison als Zoologen für das Unternehmen zur Verfügung. Die beiden verließen Washington, D.C., nach nur knapp zwei Wochen Vorbereitungszeit, am 13. Februar in Richtung San Francisco, wo sie sich, gemeinsam mit 14 weiteren Naturwissenschaftlern der unterschiedlichsten Fachrichtungen, auf der „USS Bowditch“ einschifften.

#### Fahrt auf der USS „Bowditch“ 1946
Die „Bowditch“ verließ die Bucht von San Francisco am 17. Februar 1946 und erreichte am 25. Februar Pearl Harbor, wo sie bis zum 1. März blieb. Der Bikini-Atoll wurde am 10. März erreicht und Schultz nutzte den folgenden Tag für eine erste Erkundung des Gebiets südlich der Hauptinsel Bikini bis zur Insel Enyu. Am 12. März erkundete er den Nordwesten des Atolls im Bereich der Insel Aomoen. Rukoji und Chieerete im Südwesten und Namu im Norden wurden am 14. März besucht. Einen Tag später ließ sich Schultz, gemeinsam mit einer ganzen Gruppe von Wissenschaftlern, auf Enyu absetzten um am nächsten Tag dort mit getrockneten Tubawurzeln zu fischen. Während der nächsten beiden Monate wurden in ähnlicher Weise alle Inseln des Atolls untersucht. Dazwischen wurde in der Lagune und ihren Zufahrtskanälen, sowie außerhalb des Atolls regelmäßig mit Dredgenetzen gefischt, geangelt und mit Speer oder Harpune gejagt.
Am 18. Mai 1946 verließ die „Bowditch“ zeitweise den Bikini-Atoll um abseits des Zielgebietes der Operation Crossroads gelegene Atolle der nördlichen Marshallinseln zu Vergleichszwecken zu untersuchen. Dabei wurden, in gleicher Weise, nacheinander Eniwetok (19. Mai bis 9. Juni), Rongelap (15. bis 26. Juni) und Rongerik (27. bis 29. Juni) erforscht. Am 1. Juli 1946 kreuzte die „Bowditch“, gemeinsam mit anderen Schiffen der Beobachtungsflotte, etwa 20 Meilen nordöstlich des Bikini-Atolls und Schultz wurde Augenzeuge des „Able-Tests“. Bereits zwei Tage später erkundete er wieder die Lagune des Atolls um nach Fischen zu suchen, die durch die Explosion getötet worden waren. Knapp zwei Wochen vor dem zweiten Atombombentest („Test Baker“), am 13. Juli, verließ Schultz die „Bowditch“ und den Bikini-Atoll und reiste per Flugzeug über Kwajalein,  Honolulu und, nach einem längeren Aufenthalt in Kalifornien, weiter nach Washington, D.C., wo er am 20. Juli eintraf.
Die Reise auf der „Bowditch“ war für Schultz und die anderen Wissenschaftler alles andere als angenehm verlaufen. Obwohl die Militärs den Einsatz der Wissenschaftler als wesentliche Voraussetzung für die erfolgreiche Durchführung der Tests werteten, war die „Bowditch“ denkbar schlecht dafür geeignet. Die Offiziere der „Bowditch“ waren über die Anwesenheit der Wissenschaftler verärgert und verweigerten die Zusammenarbeit. Man hatte es verabsäumt den Wissenschaftlern eigene Quartiere zuzuweisen. Schultz, der durch die Expedition zu den Phoenix- und Samoainseln bereits Erfahrung mit den Bedingungen auf einem Kriegsschiff hatte, war einer der wenigen, denen es gelang sich eine eigene Koje zu sichern. Die meisten anderen waren gezwungen, Nacht für Nacht, ihre Feldbetten in der Offiziersmesse aufzuschlagen. Bei der Essensausgabe wurden sie erst im zweiten Durchgang berücksichtigt und gingen häufig leer aus. Schlimmer noch war das Fehlen von geeigneten Arbeitsplätzen. Schultz erstritt sich schließlich einen kleinen Bereich auf dem Poopdeck, den er als improvisierten Arbeitsplatz einrichtete, war dort allerdings allen Witterungseinflüssen schutzlos ausgeliefert oder fand den Platz unversehens mit Ausrüstung der Navy verbarrikadiert vor. Die Koordination der wissenschaftlichen Arbeiten mit dem Militär verlief allgemein nur sehr schleppend. Kleinere Einheiten, wie etwa Landungsboote, wurden den Wissenschaftlern nur zögerlich zugeteilt und erschienen, falls überhaupt, oft zu spät um noch sinnvoll fischen zu können. Ein Fall ist dokumentiert, bei dem sich eine Gruppe von Wissenschaftlern mit Ausrüstung für einen halben Tag auf einer unbewohnten Insel absetzen ließ, aber erst zwei Tage später wieder abgeholt wurde. Besprechungen mit den Offizieren der „Bowditch“ zur Lösung dieser Probleme führten in der Regel zu erbitterten Debatten und nur selten zu brauchbaren Ergebnissen.
Schultz lieferte regelmäßige Berichte an Alexander Wetmore, den damaligen Leiter der SI, und sparte dabei nicht mit Kritik an den Zuständen auf der „Bowditch“. Wetmore empfahl ihm zunächst nur die Probleme diplomatisch zu lösen. Schultz war von den unzumutbaren Arbeitsbedingungen aber inzwischen so angewidert, dass er um seine Ablösung aus dem Projekt bat und Wetmore stimmte dem Antrag schließlich zu. Kurz bevor er die „Bowditch“ verließ, schrieb Schultz in einem Brief an seinen Bruder, dass dies wahrscheinlich seine letzte Expedition gewesen sei und, dass er ganz gewiss nie wieder auf einem Schiff der US Navy fahren würde. Sein Bruder bot ihm daraufhin eine Wette an, dass keine zwei Jahre vergehen würden, bis er sich wieder auf einer Expedition befände und behielt recht.

#### Fahrt auf der USS „Chilton“ 1947
Ein Jahr nach dem zweiten Atombombentest im Rahmen der Operation Crossroads („Test Baker“, am 25. Juli 1946) sollten Naturwissenschaftler die Auswirkungen der beiden Tests untersuchen. Die SI stellte wiederum Schultz und Morrison, diesmal unterstützt durch den jungen Korallenspezialisten Frederick Bayer, zur Verfügung. Das Trio verließ Washington, D.C. am 28. Juni 1947 in Richtung San Diego, wo man sich am folgenden Tag auf der USS „Chilton“ einschiffte. Die „Chilton“ verließ San Diego am 1. Juli 1947 und erreichte am Morgen des 7. Juli Pearl Harbor, wo sie bis zum Abend des 8. Juli vor Anker lag. Bikini wurde am 15. Juli erreicht und Schultz begann noch am selben Tag mit seiner Arbeit. Vom 16. bis zum 19. Juli fischte er auf Eninman (aka „Eman“) im Süden und bis Anfang August an verschiedenen anderen Stellen des Atolls.

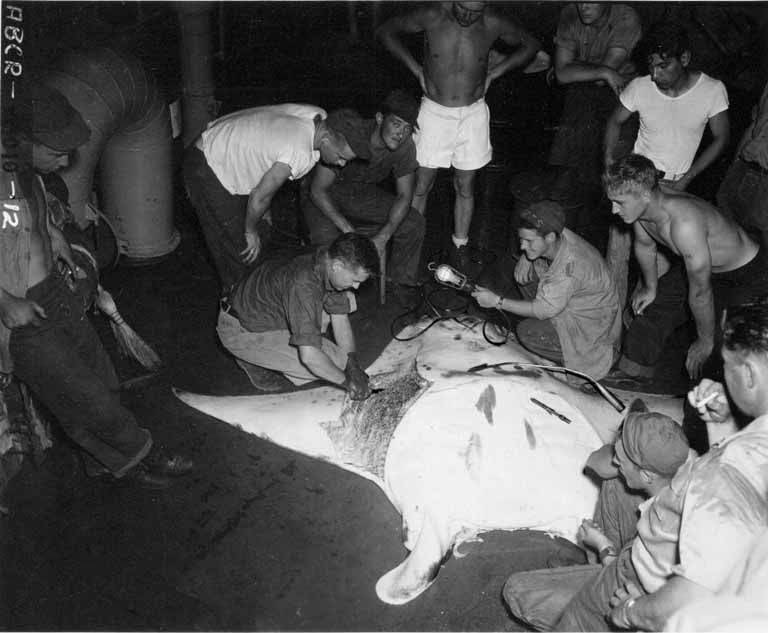
Schultz (kniend, links), umringt von Matrosen der USS „Chilton“, bei der Untersuchung eines Riesenmantas.

Den 2. und 3. August verbrachte Schultz auf Kwajalein, unter anderem auch, um das Wrack der Prinz Eugen zu untersuchen und in dessen Umfeld mit getrockneten Tubawurzeln zu fischen. Das Ergebnis des Versuchs betrug nach Schultz’ eigenen Aufzeichnungen „fast null“ („almost nil“). Vom 4. bis zum 12. August arbeitete er wieder im Bereich des Bikini-Atolls, wobei er mehrere Tage auf der Insel Namu verbrachte. Am 13. August flog er erneut ab, um am 14. August auf Rongerik zu fischen, kehrte aber bereits am folgenden Tag wieder zum Bikini-Atoll zurück. Zwölf Tage später, am 27. August 1947, verließ Schultz die „Chilton“ endgültig und flog zunächst ein zweites Mal nach Kwajalein und von dort aus weiter zum Johnston-Atoll, wo er vom 28. bis zum 29. August nochmals Gelegenheit hatte zu fischen. Vom Johnston-Atoll aus trat Schultz die Rückreise per Flugzeug an. Nach einem kurzen Zwischenaufenthalt auf Oʻahu, den er unter anderem nutzte, um einen Gezeitentümpel in der Nähe der Waimea Bay zu befischen, flog er via San Francisco zurück nach Washington, D.C., wo er am 3. September 1947 eintraf.
Nach den schlechten Erfahrungen auf der „Bowditch“ hatte Schultz vor Antritt der Reise auf der „Chilton“ massive Bedenken geäußert, die sich aber rasch zerstreuten. Die „Chilton“ war für ihren Auftrag bestens ausgerüstet. Den 46 Wissenschaftler an Bord hatte man nicht nur eigene Kojen zugewiesen, sondern auch klimatisierte Labors. Die reguläre Besatzung der „Chilton“ zeigte sich kooperativ und interessiert an der Arbeit der Wissenschaftler. Ein einzelner Offizier, der sich der Zusammenarbeit mit den Wissenschaftlern verweigerte, wurde bei erster sich bietender Gelegenheit in die Vereinigten Staaten zurückgeschickt. Schultz wurde von den Wissenschaftlern in ein Komitee gewählt, das die Arbeiten mit den Offizieren der „Chilton“ koordinieren sollte. Ein wesentlicher Punkt war dabei etwa die Zuteilung von Landungsbooten an die einzelnen Wissenschaftler-Teams und, anders als auf der „Bowditch“, hielt sich die Besatzung der „Chilton“ strikt an die getroffenen Vereinbarungen.

#### Ergebnisse
Während der Fahrten der „Bowditch“ und der „Chilton“ wurden im Rahmen der Operation Crossroads in Summe mehr als 70.000 Fische gefangen, von denen etwa 50.000 Exemplare die ichthyologische Sammlung des National Museum of Natural History erweiterten. Die wissenschaftliche Auswertung des umfangreichen Probenmaterials nahm fast zwei Jahrzehnte in Anspruch und resultierte in einem zwischen 1953 und 1966 veröffentlichten, dreibändigen Werk, an dem neben Schultz auch Wilbert M. Chapman, Earl S. Herald, Ernest A. Lachner, Arthur D. Welander und Loren P. Woods als Autoren beteiligt waren.

### International Shark Attack File
Ab 1958 begann sich Schultz zunehmend mit Haiangriffen auf Menschen zu beschäftigen. Am 25. Juni 1958 gründete Schultz gemeinsam mit Perry Webster Gilbert und Stewart Springer das „Shark Research Panel“. Die konstituierende Sitzung fand in Schultz’ Büro statt. Gilbert wurde zum Vorsitzenden und Schultz zum Schriftführer der Komitees ernannt. Eine der Aufgaben des Komitees war die Erstellung einer Datenbank in der weltweit Fälle von Haiangriffen möglichst detailliert erfasst werden sollten („International Shark Attack File“). Die Arbeiten am Aufbau der Datenbank wurden sowohl von der SI als auch vom Office of Naval Research finanziell unterstützt.
In den Anfangsjahren des „International Shark Attack Files“ existierten zwei redundante Datenbanken. Eine davon verwaltete Schultz an der SI, die zweite wurde von Gilbert an der Cornell University geführt. Das „Shark Research Panel“ hatte fünf verschiedene Zeitungsausschnittbüros damit beauftragt ihnen Pressemitteilungen über Zwischenfälle mit Haien zukommen zu lassen. Auf Basis dieser Informationen wurde ein zweiseitiger Fragebogen an beteiligte Behörden, Ärzte, Wissenschaftler und andere vertrauenswürdige Zeugen versendet und ausgewertet.

### Scientists Cliffs und Chesapeake Bay
Nach seiner Beförderung zum „Senior-Zoologen“ begann Schultz sich zunehmend mit Themen abseits der Ichthyologie zu beschäftigen. Viele seiner späten Publikationen stehen in Bezug zu seinem Feriendomizil in der freien Kommune Scientists Cliffs und deren weiteren Umgebung an der Chesapeake Bay.
Ab 1965 begann er gemeinsam mit David G. Cargo und Rosalie M. Vogel vom Chesapeake Biological Laboratory der University of Maryland den Lebenszyklus der Qualle Chrysaora quinquecirrha in der Chesapeake Bay zu erforschen und, wegen zunehmender Massenauftreten der Tiere, Maßnahmen zum Schutz von Badegästen zu beurteilen. Rosalie Vogel unterstützte er zudem als Co-Autor bei der Erstbeschreibung einer neuen Nacktkiemer-Schnecke, Okenia cupella, aus der Chesapeake Bay.
Gemeinsam mit Wallace Ashby analysierte er 1967 die Wirksamkeit von Buhnen gegen die zunehmende Küstenerosion im Bereich von Scientists Cliffs.

## Werke (Auswahl)
Schultz veröffentlichte in der Hauptschaffensphase seiner wissenschaftlichen Laufbahn, zwischen 1927 und 1969, mehr als 200 wissenschaftliche Arbeiten, großteils über Fische. Die folgende Auflistung stellt dementsprechend nur eine kleine Auswahl charakteristischer Werke aus prägenden Abschnitten seiner Karriere dar.

### University of Washington
- L. P. Schultz: The Life History of Lampetra planeri Bloch, with a Statistical Analysis of the Rate of Growth of the Larvae from Western Washington. 1930[38]
- L. P. Schultz: Keys to the fishes of Washington, Oregon and closely adjoining regions. 1936: Dieser von Schultz, als Hilfe für die Laborarbeit am „College of Fisheries“, entwickelte Bestimmungsschlüssel war bereits ab Oktober 1931 von der Universitätsbuchhandlung in Seattle in Form einer Mimeographie verbreitet worden.[12]

### Expedition zu den Phoenix- und Samoainseln
- L. P. Schultz: Fishes of the Phoenix and Samoan Islands collected in 1939 during the expedition of the U.S.S. Bushnell. 1943[8]

### Expedition nach Venezuela
- L. P. Schultz: The catfishes of Venezuela, with descriptions of thirty-eight new forms. 1944[13]
- L. P. Schultz: The fishes of the Family Characinidae from Venezuela, with descriptions of seventeen new forms. 1944[23]
- L. P. Schultz: A further contribution to the ichthyology of Venezuela. 1949[24]

### Operation Crossroads
- L. P. Schultz: The Biology of Bikini Atoll, with Special Reference to the Fishes. 1948: In dieser Arbeit wird, unter anderem, auch die von Schultz weiter entwickelte Anwendung von getrockneten Tubawurzeln für wissenschaftliche Zwecke beschrieben.[21]
- L. P. Schultz, E. S. Herald, E. A. Lachner, A. D. Welander & L. P. Woods: Fishes of the Marshall and Marianas Islands - Volume 1: Families from Asymmetrontidae through Siganidae. 1953[11]
- L. P. Schultz, W. M. Chapman, E. A. Lachner & L. P. Woods: Fishes of the Marshall and Marianas Islands - Volume 2: Families from Mullidae through Stromateidae. 1960[10]
- L. P. Schultz, L. P. Woods & E. A. Lachner: Fishes of the Marshall and Marianas Islands - Volume 3: Families from Kraemeriidae through Antennariidae. 1966[9]

### In Zusammenhang mit dem International Shark Attack File
- P. W. Gilbert, L. P. Schultz & S. Springer: Shark Attacks during 1959. 1960[27]
- L. P. Schultz, P. W. Gilbert & S. Springer: Shark Attacks - Worldwide records through 1960 show when and where predaceous sharks are likely to attack men. 1961[29]
- L. P. Schultz: Predation of Sharks on Man. 1967[30]

### Spätphase (Scientists Cliffs und Chesapeake Bay)
- D. G. Cargo & L. P. Schultz: Notes on the Biology of the Sea Nettle, Chrysaora quinquecirrha, in Chesapeake Bay. 1966[31]
- D. G. Cargo & L. P. Schultz: Further Observations on the Biology of the Sea Nettle and Jellyfishes in Chesapeake Bay. 1967[32]
- L. P. Schultz & W. Ashby: An Analysis of an Attempt to Control Beach Erosion in Chesapeake Bay, at Scientists Cliffs, Calvert County, Maryland. 1967[36]
- L. P. Schultz & D. G. Cargo: Sea Nettle Barriers for Bathing Beaches in Upper Chesapeake Bay. 1969[33]
- R. M. Vogel & L. P. Schultz: Cargoa cupella, New Genus and New Species of Nudibranch from Chesapeake Bay and the Generic Status of Okenia Menke, Idalia Leuckart and Idalla Ørsted. 1970[35]

### Populärwissenschaftliche Werke
- L. P. Schultz: Fishes of Glacier National Park Montana. 1941: Die rund 40 Seiten umfassende Broschüre wird im Vorwort als „Hilfe für Jäger und Touristen“ („… to aid sportsmen and tourists …“) charakterisiert.[39]
- L. P. Schultz & E. M. Stern: The Ways of Fishes. 1948: In der Danksagung zu diesem Werk werden, neben Anderen, nicht nur Ehefrau Dorothea, sondern auch Tochter Marna Clarissa als Illustratorinnen angeführt.[40]
- H. R. Axelrod & L. P. Schultz: Handbook of Tropical Aquarium Fishes. 1955: Das Ergebnis aus der Zusammenarbeit mit Herbert R. Axelrod erwies sich als sehr erfolgreich. In mehreren Auflagen wurden über eine Million Exemplare verkauft.[41]

## Dedikationsnamen

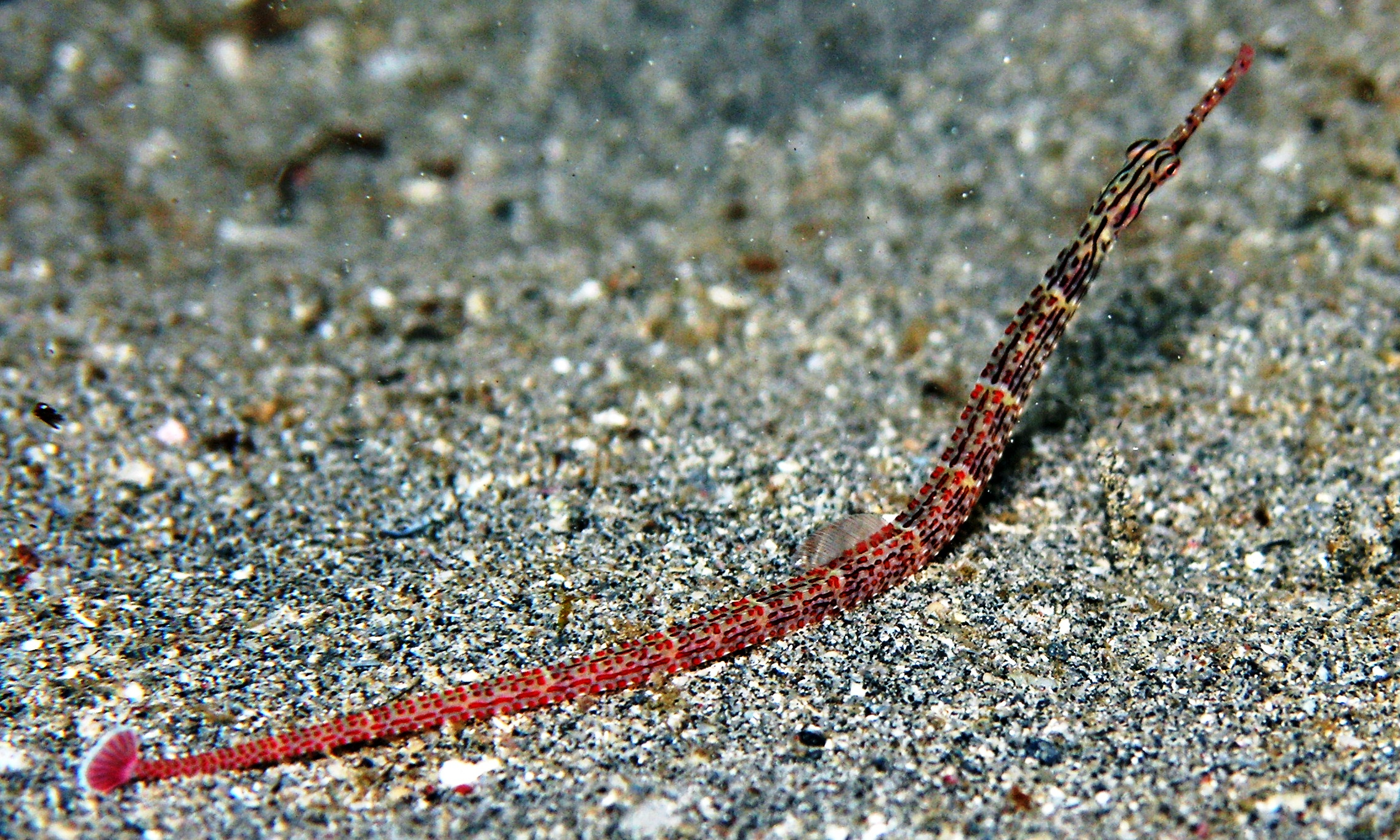
Corythoichthys schultzi

Nach Leonard Peter Schultz wurden mehrere Taxa benannt.

### Gattungen
- Schultzea Woods, 1958[42]
- Schultzichthys Dahl, 1960[43]
- Schultzidia Gosline, 1951 (ursprünglich eingeführt als Untergattung von Muraenichthys)[44]

### Arten
- Atherinella schultzi (Álvarez & Carranza, 1952)[45]
- Corythoichthys schultzi Herald, 1953[11]
- Etmopterus schultzi Bigelow, Schroeder & Springer, 1953[46]
- Galeus schultzi Springer, 1979 (Der Name war bereits vor der Erstbeschreibung von Henry Weed Fowler vorgeschlagen worden)[47]
- Schistura schultzi (Smith, 1945)[48]